# Paolo Eleuteri Serpieri
Paolo Eleuteri Serpieri (n. 29 februarie 1944, Veneția, Italia) este un desenator italian. Este cel mai cunoscut pentru seria de benzi desenate științifico-fantastice erotice Druuna.